# Silene ammophila
Silene ammophila är en nejlikväxtart. Silene ammophila ingår i släktet glimmar, och familjen nejlikväxter.

## Underarter
Arten delas in i följande underarter:
- S. a. ammophila
- S. a. carpathae